# Assurance mutuelle des motards
 (janvier 2015).
L'Assurance mutuelle des motards (AMDM) est une assurance spécialisée dans la moto et le deux-roues motorisé.
Elle a été créée par des motards à l'initiative de la FFMC, en réaction aux tarifs prohibitifs pratiqués par les assureurs dépassés par l'accidentalité de la moto. Son premier contrat a été signé en septembre 1983, qui est aussi la date d'ouverture au public de la société.
Cas unique dans l'histoire de l'assurance, elle reste à ce jour la seule société d'assurance moderne à s'être créée via des fonds de particuliers, grâce aux dons d'environ quarante mille motards ; sans l'appui d'une corporation, ni soutien politique, ni financier, aucune banque n'ayant versé de fonds pour sa création.

## Présentation
L'assurance mutuelle assure tous les types de deux- et trois-roues motorisés : cela en fait le seul assureur « mono-produit ». Elle propose également, de façon très marginale, des contrats d'assurance automobile et habitation, après avoir renoncé à gérer ces risques.
C'est une mutuelle d'assurance, qui fait partie du GEMA (Groupement des entreprises mutuelles d'assurance).
En février 2016, la Mutuelle a inauguré son nouveau siège social situé à Pérols, dans l'agglomération de Montpellier. Elle tient également quarante bureaux dans les principales villes de France.

## Historique

### Le marché de l’assurance moto avant la création de l'Assurance mutuelle des motards
La ﬁn des années 1960 voit en Europe l'amorce de la démocratisation du marché de la moto grâce à la fiabilité des premiers gros cubes japonais, un standard de qualité historiquement manquant chez des constructeurs comme Norton ou Triumph. Le nombre de motards en France est évalué à l'époque à peine à deux cent mille, lorsque débarque sur le marché européen la Honda CB 750 Four, qui marque, pour la plupart des observateurs, le passage à l'ère de la moto moderne.
La décennie qui a suivi multipliera par quatre le nombre de motards, mais exposera les pouvoirs publics à gérer un taux d'accident record, et génère les premières mesures de sécurité routière comme la répression de l'alcoolisme, les limitations de vitesse, le port de la ceinture de sécurité, et le port du casque de moto obligatoire.
Au début des années 1980, les compagnies d'assurance appliquent une draconienne sélection du risque, comme refuser selon les cas d'assurer les motards âgés de moins de vingt-cinq ans, de garantir le risque contre le vol, ou prennent l'initiative de résilier les contrats. Une réaction similaire chez certaines sociétés mutuelles d’assurance qui restreignent la portée de leurs garanties.[réf. souhaitée]

### Les «Motards en colère»
La Fédération française des motards en colère (FFMC) canalise l'ire des motards, et réussit à collecter auprès de quarante mille d'entre eux, dans la rue ou dans les rassemblements motards, 250 Frf pour le capital+ 30Frf pour les frais de gestion (environ euro 42) pour réunir au bout de deux ans, en 1983, la somme de 10 millions de francs (1,5 million d'euros) : le double du fonds de garantie nécessaire pour créer une mutuelle. Yves Géniès, journaliste à l'époque sur Radio 7 devient le premier souscripteur en signant le fameux chèque de 280 FFR place de la Bastille en 1981.

## Syndicat et groupements professionnels
L'Assurance mutuelle des motards est adhérente au Groupement des entreprises mutuelles d'assurance (GEMA), le syndicat professionnel des mutuelles d'assurances sans intermédiaires et de leurs filiales. Par l'intermédiaire du GEMA, la représentation à l'échelle européenne et internationale est effectuée au travers de l'AMICE (Association of Mutual Insurers and Insurance Cooperatives in Europe).
L'AMDM est actionnaire de Inter mutuelles assistance (IMA), qui prend en charge les prestations d'assistance.